# لتونی
لتونی یا لاتویا (به لتونیایی: Latvijas Republika) با نام رسمی جمهوری لتونی کشوری است در شمال اروپا که کشور میانی در بین سه کشور حوزه دریای بالتیک به‌شمار می‌آید.
همانند بیشتر دیگر کشورهای اروپایی، نام این کشور نیز در زبان فارسی از نام رایج آن در زبان فرانسوی یعنی Lettonie گرفته شده است. در زبان لتونیایی اما این کشور را لاتویا (Latvija) و به انگلیسی نیز آن را لاتویا (Latvia) می‌گویند. در زبان آلمانی به آن لتلاند (Lettland) می‌گویند که این نام نیز به شکل «لتلند» در زبان فارسی شناخته‌شده است.
لتونی توسط روسیه از مشرق، استونی از شمال، لیتوانی از جنوب، بلاروس از جنوب شرقی و دریای بالتیک از مغرب احاطه شده است. پایتخت لتونی ریگا است.
جمعیت این کشور دو میلیون و ۱۸۰ هزار نفر و واحد پول آن تا پیش از سال ۲۰۰۴ لاتس بود، ولی از آن سال به بعد، یورو به عنوان واحد رسمی پول لتونی انتخاب شد. مساحت این کشور ۶۴٬۵۸۹ کیلومتر مربع است و از کم‌جمعیت‌ترین و کم‌تراکم‌ترین کشورهای اتحادیه اروپا به‌شمار می‌آید. آب‌وهوای این کشور معتدل و فصلی است.
زبان لتونی از زبان‌های هندواروپایی است و به همراه زبان لیتوانیایی شاخه بالتیک از خانواده زبان‌های هندواروپایی را تشکیل می‌دهد.
۶۲ درصد از مردم این کشور از نژاد لتونیایی و حدود ۲۷ درصد روس هستند. حدود ۷۷ درصد از مردم این کشور مسیحی و حدود ۲۳ درصد نیز پیرو دیگر ادیان یا بی‌دین هستند. از میان مسیحیان لتونی تنها ۷ درصد به امور مذهبی پرداخته و به کلیسا می‌روند.
لتونی پیش‌تر با نام جمهوری سوسیالیستی لتونی، یکی از جمهوری‌های اتحاد جماهیر شوروی بود و در ۲۱ اوت ۱۹۹۱ از شوروی اعلام استقلال کرد.

## تاریخ
نیاکان هندواروپایی مردم لتونیایی در حدود آغاز هزاره سوم پیش از میلاد در کرانه خاوری دریای بالتیک سکونت گزیدند. این مردم بعدها مسیرهایی تجاری را با روم و بیزانس باز کردند که از آن برای صادرات کهربا که در محل یافت می‌شد و وارد کردن فلزات قیمتی استفاده می‌کردند.
در سال ۹۰۰ پس از میلاد چهار قبیله جداگانه بالتیکی در سرزمین لتونی سکونت داشتند که نام آن‌ها کورونی‌ها، لاتگالی‌ها، سلونی‌ها، و سمیگالی‌ها بود. نام لتونی از نام قبیله لاتگالی گرفته شده است. در آن زمان یک طایفه فنلاندی‌زبان به نام لیوونی نیز در بخشی از خاک لتونی امروزی سکونت داشت.

### سده‌های میانه
اگرچه مردم محلی قرن‌ها در تماس با جهان خارج بودند اما یکپارچگی فرهنگی آنان با بقیه جامعه اروپایی بیشتر در سده دوازدهم روی داد.
نخستین مبلغان مسیحی که از سوی پاپ فرستاده شده‌بودند به دنبال گرائیدن مردم این ناحیه به مسیحیت با قایق‌های خود در مسیر رود دائوگاوا حرکت کردند اما گروش مردم محل به دین جدید به آسانی صورت نگرفت و در برابر آن مقاومت شد. در دوره‌های بعد صلیبیون آلمانی به لتونی فرستاده شدند تا با زور اسلحه مردم را به پذیرش مسیحیت وادار کنند.
در اوایل سده سیزدهم آلمانی‌ها در بخش بزرگی از لتونی کنونی فرمانروایی می‌کردند. این مناطق تسخیرشده همراه با منطقه جنوب استونی یکی از دولت‌های صلیبی را تشکیل می‌دادند که ترا ماریانا (سرزمین مریم) یا لیوونیا نام گرفته بود. در سال ۱۲۸۲ ریگا، و بعداً شهرهای کسیس، لیمباژی، کوکنسه، و والمیه‌را به اتحادیه تجاری گروهی از شهرهای شمال اروپا که اتحادیه هانزا نام داشت پیوستند. ریگا به مرور تبدیل به یکی از نقاط مهم در بازرگانی شرق و غرب شد و تماس فرهنگی نزدیکی با اروپای غربی پیدا کرد.

## دوره معاصر
سده‌های شانزده، هفده، و هیجده دگرگونی‌های بزرگی را برای ساکنان لتونی در پی داشت، از جمله دوران اصلاحات، فروپاشی دولت لیوونی، و سپس تقسیم شدن قلمرو لتونی میان قدرت‌های خارجی.
جمهوری سوسیالیستی لتونی شوروی در سال ۱۹۴۰، پس از اشغال آن توسط ارتش اتحاد جماهیر شوروی و ضمیمه‌شدن آن به خاک این کشور تشکیل شد. بین سال‌های ۱۹۴۱ تا ۱۹۴۴ و در طی جنگ جهانی دوم، این جمهوری توسط ارتش آلمان اشغال شد. اما پس از عقب‌نشینی آلمان‌ها، دوباره تحت سلطهٔ اتحاد جماهیر شوروی قرار گرفت.
پارلمان لتونی، در ۴ مه ۱۹۹۰ استقلال لتونی را از اتحاد جماهیر شوروی تصویب کرد. استقلال کامل این جمهوری در تاریخ ۲۱ اوت ۱۹۹۱ روی داد.

## سیاست

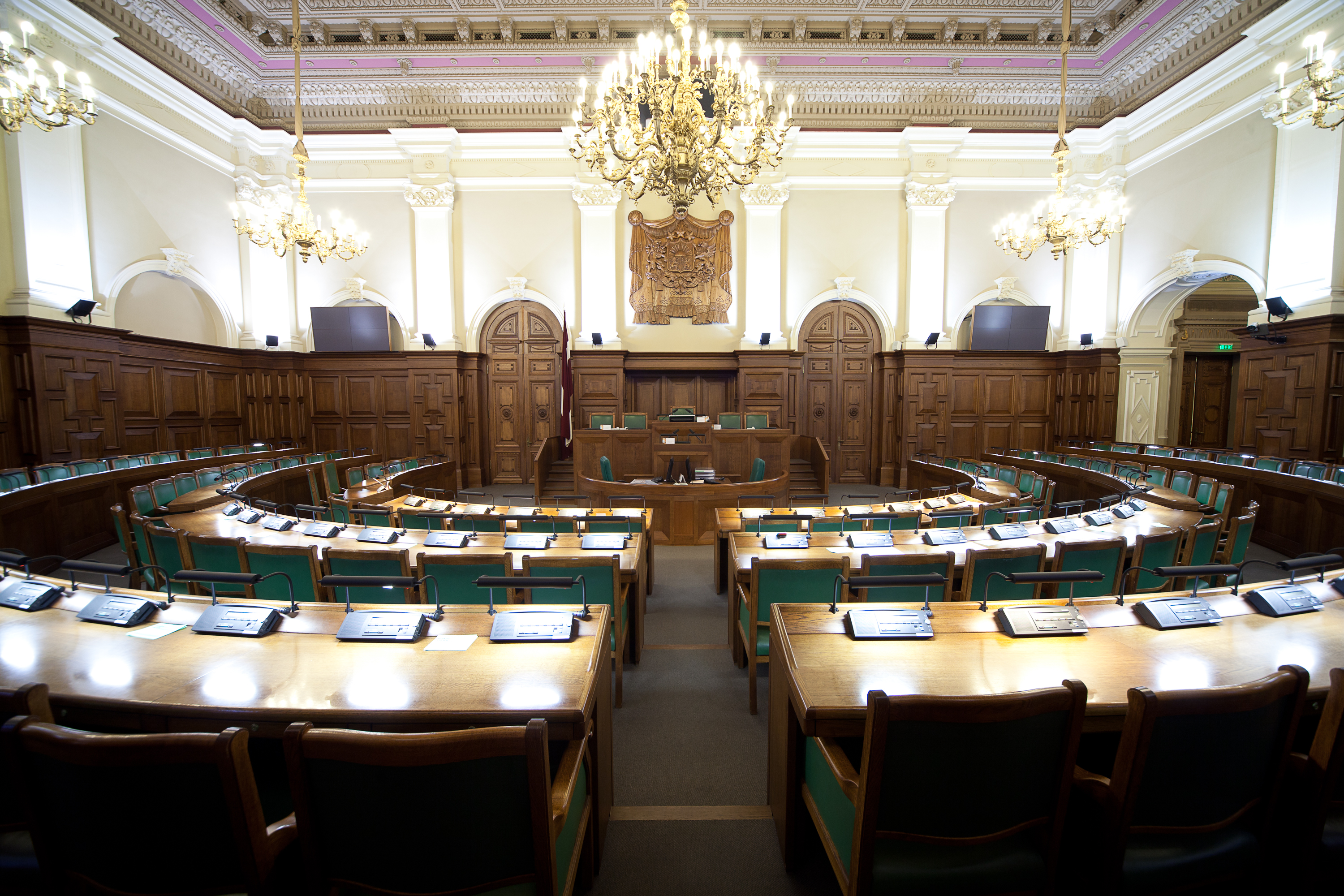
پارلمان لتونی معروف به «ساییما»

رئیس‌جمهور در این کشور قدرت اجرایی چندانی ندارد و بیشتر مسئولیت‌ها به عهده مجلس و نخست‌وزیر است. مجلس لتونی ۱۰۰ کرسی دارد که نمایندگان آن با رای مستقیم مردم برای دوره‌ای چهار ساله انتخاب می‌شوند. همین نمایندگان رئیس‌جمهور را با رای‌گیری برای دوره‌ای چهار ساله انتخاب می‌کنند.
رئیس‌جمهور نخست‌وزیر را معرفی می‌کند و این دو نفر اعضای کابینه را. کابینه باید از مجلس رأی اعتماد بگیرد.
در مردادماه ۱۳۹۰ مردم لتونی در یک همه‌پرسی تاریخی رای به انحلال پارلمان این کشور دادند. این نخستین همه‌پرسی از این نوع بود که طی ۲۰ سالی که از جدایی لتونی از اتحاد جماهیر شوروی می‌گذرد، در این کشور برگزار شد.
برگزاری این همه‌پرسی پس از آن کلید زده شد که ماه مه پیش از آن والدیس زاتلرس، رئیس‌جمهوری پیشین لتونی از اختیارات خود به عنوان رئیس‌جمهوری استفاده کرد تا پارلمان را منحل کند اما این تصمیم وی می‌بایست توسط اکثریت رای‌دهندگان در لتونی پشتیبانی می‌شد. رئیس‌جمهوری پیشین لتونی پیش از این از اقدام قانونگذاران پارلمان این کشور در جلوگیری از تحقیقات دربارهٔ فساد مالی میان قانون‌گذاران و بازرگانان لتونی خشمگین شده بود. یک هفته پس از آن، قانونگذاران که در لتونی هر چهار سال یک بار رئیس‌جمهوری را انتخاب می‌کنند، با ریاست جمهوری مجدد زاتلرس مخالفت کرده و آندریس برزینچ، رقیب وی که یک قانونگذار ثروتمند است را انتخاب کردند.
بسیاری از مردم لتونی با زاتلرس هم‌عقیده هستند که سیاستمداران و تجار ثروتمند در لتونی از طریق روابط کاری و شخصی با قانون‌گذاران پارلمانی یا حتی با ورود به پارلمان به عنوان قانون‌گذار، نفوذ بسیار زیادی در سیاست پیدا کرده‌اند.

## زبان
مردم این کشور به زبان‌های شاخه بالتیک و عمدتاً به زبان لتونیایی و لاتگالی تکلم می‌کنند.
در درازای تاریخ لتونی دارای پیوندهای پرآشوبی با کشورهای آلمان، سوئد، روسیه و لهستان بوده است و همواره چهره‌ای چندفرهنگه داشته است. در روند اشغال این سرزمین به دست شوروی میان سال‌های ۱۹۴۰–۱۹۴۱ و سپس ۱۹۴۵–۱۹۹۱ سیاست روسی‌سازی آن دولت اثر بسیاری بر زبان لتونیایی گذارد. در این دو دوره نزدیک به یک‌سوم لتونیایی‌ها تبعید شدند یا آزارهایی دیگر بدان‌ها روا داشتند. همچنین کوچاندن بزرگ مردمانی از روسیه، اوکراین و بلاروس از سوی شوروی به لتونی شمار لتونیایی‌زبانان را از ۸۰درصد در سال ۱۹۳۵ به ۵۲درصد در ۱۹۸۹ کاهش داد. بسیاری از این کوچندگان هرگز کوششی در آموختن لتونیایی ننمودند.
پس از استقلال دوباره لتونی در ۱۹۹۱ سیاست نوین آموزشی دربارهٔ زبان لتونیایی طرح شد و هدف نخستین آنان آموزش زبان اقلیت‌ها در نظامی دوزبانه بود.
پس از استقلال لتونی، روس‌زبان‌های لتونی، که حدود یک سوم جمعیت این کشور را تشکیل می‌دهند، بارها از تبعیض علیه خود شکایت کرده‌اند. در بهمن‌ماه ۹۰ (فوریه ۲۰۱۲) نتایج یک همه‌پرسی در لتونی مشخص کرد که مردم این کشور با تبدیل زبان روسی به یک زبان رسمی در این کشور مخالفند.

## تقسیمات کشوری

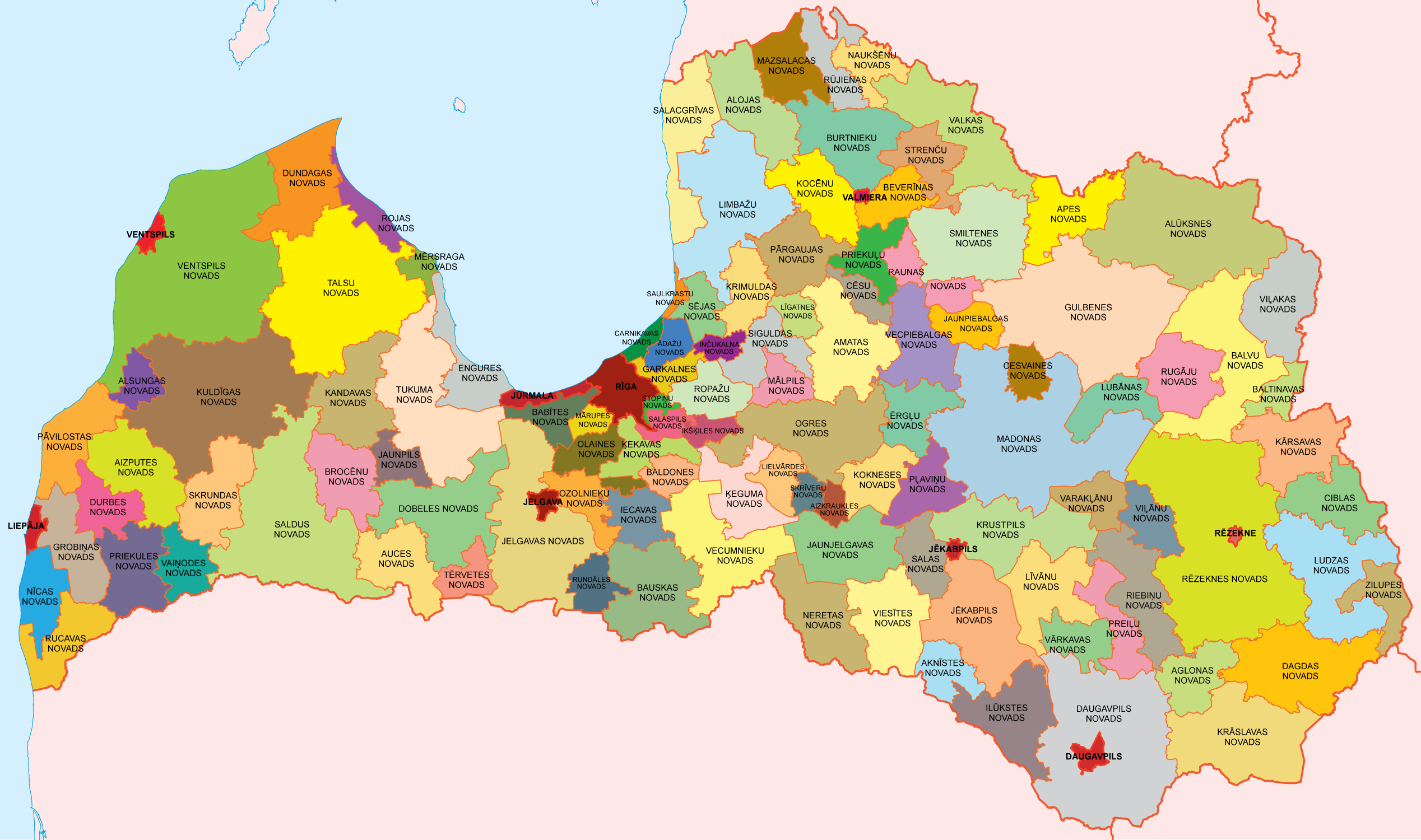
تقسیمات کشوری لتونی.

لتونی استان به معنای رایج در دیگر کشورها ندارد و به ۱۱۰ شهرستان و ۹ «شهر جمهوری» تقسیم شده است. این ۹ شهر عبارتند از: دوگوپیلس، یکاب‌پیلس، یلگاوا، یورمالا، ویدزمه، لیه‌پایا، رزکنه، ریگا، والمیه‌را، و ونتس‌پیلس. در لتونی چهار منطقه تاریخی وجود دارد با نام‌های کورلند (کورزمه)، لاتگالیا، ویدزمه، و زمگاله. به منظور ایجاد توازن در توسعه اقتصادی مناطق مختلف کشور، در سال ۲۰۰۹ پنج «منطقه برنامه‌ریزی» برای لتونی در نظر گرفته شد.
| منطقه         | بزرگ‌ترین شهر | مساحت  | جمعیت     |
| ------------- | ------------ | ------ | --------- |
| منطقه ریگا    | ریگا         | ۱۰٬۱۳۲ | ۷۰۶٬۰۰۰   |
| منطقه کورزمه  | لیه‌پالا      | ۱۳٬۵۹۶ | ۳۰۱٬۶۲۱   |
| منطقه لاتگاله | دوگوپیلس     | ۱۴٬۵۴۹ | ۳۴۳٬۶۴۶   |
| منطقه زمگاله  | یلگاوا       | ۱۰٬۷۳۳ | ۲۸۱٬۹۲۸   |
| منطقه ویدزمه  | والمیه‌را     | ۱۵٬۲۴۶ | ۲۳۵٬۵۷۶   |
| لاتویا        | ریگا         | ۶۴٬۲۵۶ | ۲٬۲۴۸٬۰۰۰ |

## جغرافیا
لتونی در شمال اروپا و در کرانه‌های خاوری دریای بالتیک قرار دارد. از نظر زمین‌شناسی، خاک این کشور در بخش شمال شرقی پوسته پایدار اروپای شرقی واقع شده است. مساحت این کشور ۶۴٫۵۸۹ کیلومتر مربع است که ۶۲٫۲۴۹ ک.م. آن را خشکی و ۲٫۳۴۰ ک.م. را پهنه‌های آبی تشکیل می‌دهد.
کل طول مرزهای خاکی این کشور ۱۰۷۸ کیلومتر است (۳۴۳ کیلومتر با استونی، ۲۹۲ کیلومتر با روسیه، ۱۷۱ کیلومتر با بلاروس و ۵۷۶ کیلومتر با لیتوانی).
طول خط ساحلی آن با دریای بالتیک نیز ۴۹۴ کیلومتر است. بزرگ‌ترین دریاچه کشور دریاچه لوبانس و عمیق‌ترین دریاچه آن دریدزیس است که ۶۵٫۱ متر عمق دارد.
طولانی‌ترین رودخانه‌ای که از لتونی می‌گذرد دائوگاوا نام دارد که ۱۰۰۵ کیلومتر درازا دارد که ۳۵۲ کیلومتر آن از خاک لتونی می‌گذرد. بلندترین نقطه لتونی گایزنکالنس با ۳۱۱٫۶ متر ارتفاع است.

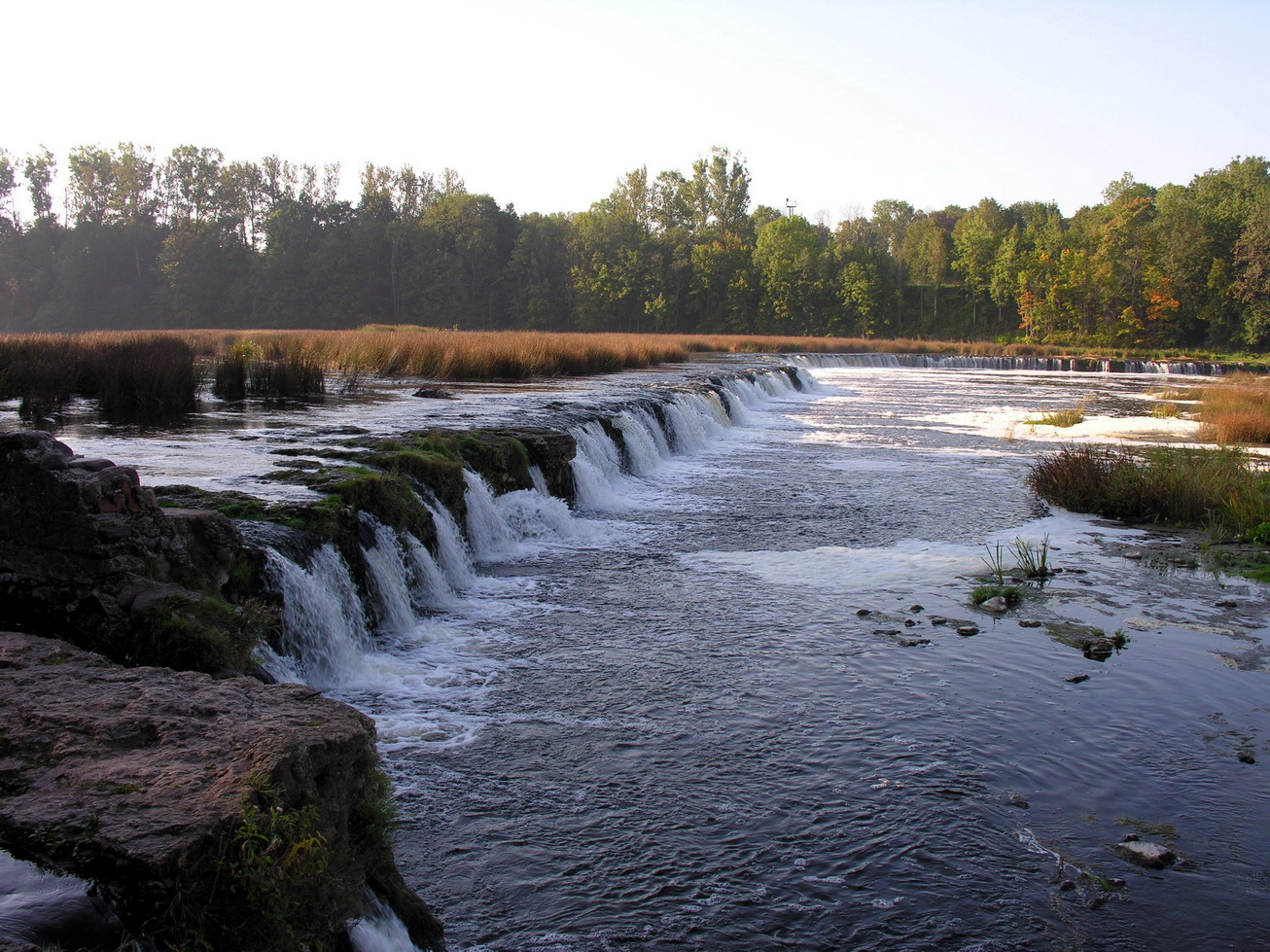
آبشارک ونتا در کولدیگا
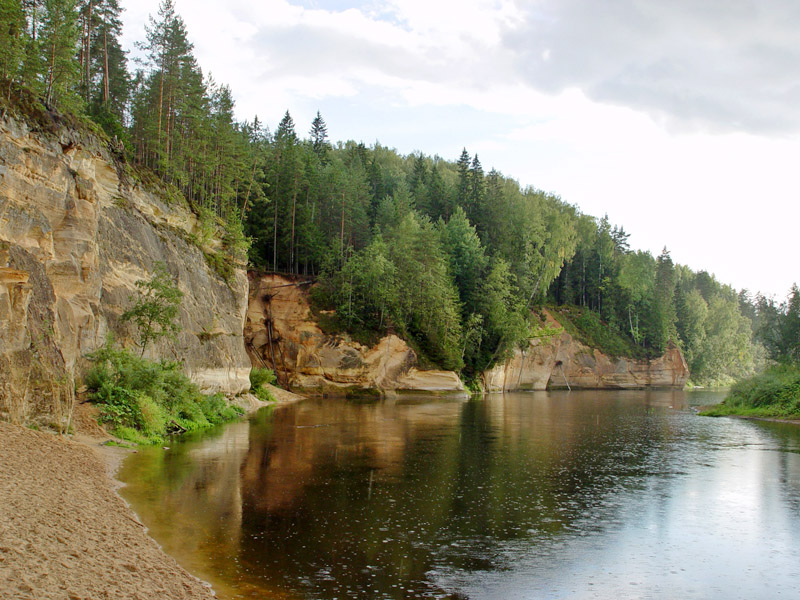
صخره‌های ماسه‌سنگی دوران دوونین، صخره‌های ارگلو در رودخانه گاوجا
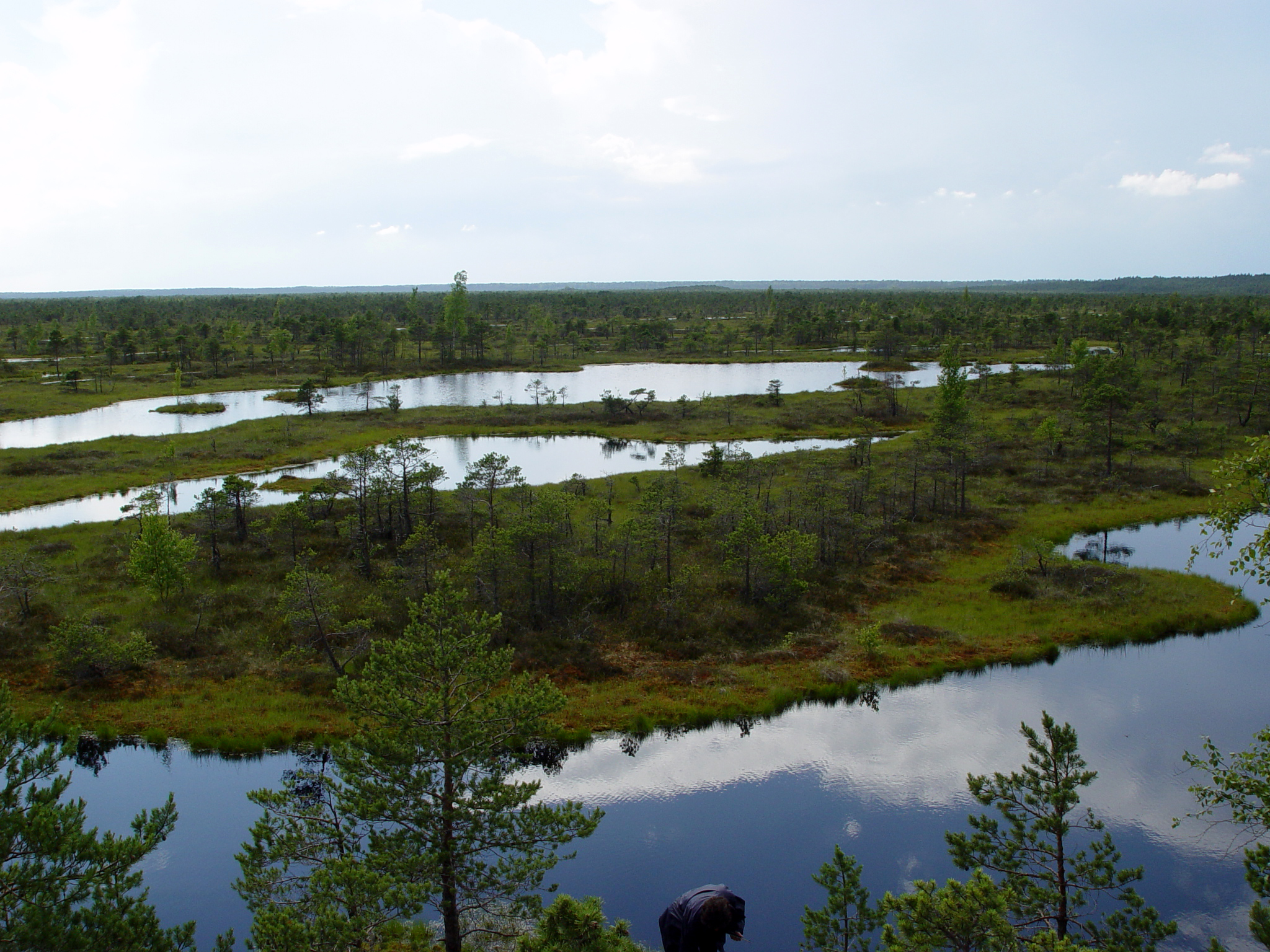
پارک ملی کمری
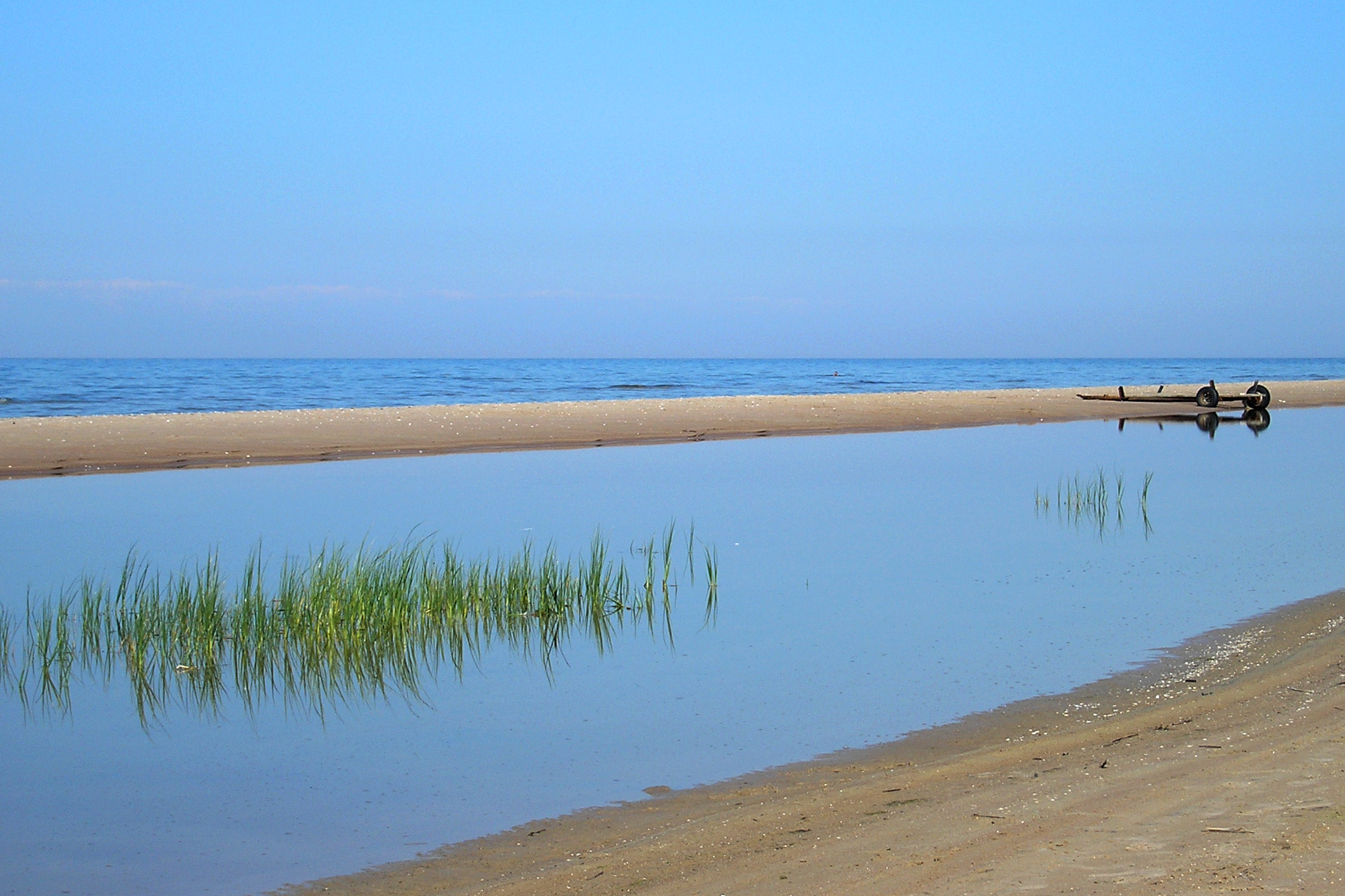
دماغه کولکا

### شهرها

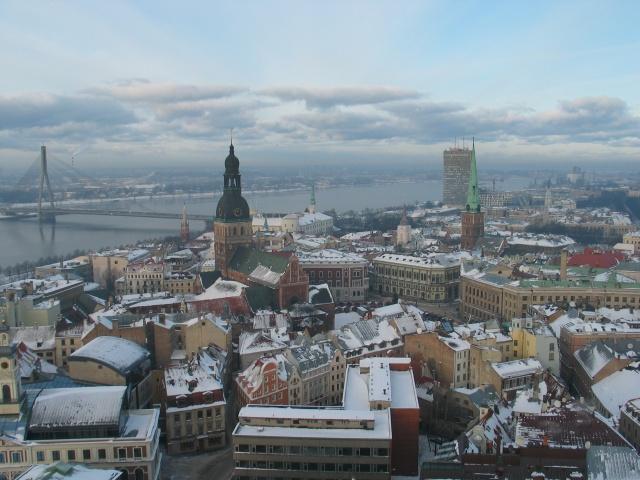
ریگا

لتونی از کم‌تراکم‌ترین کشورهای اروپا است. از ۷۷ شهر این کشور، تنها ۲۳ شهر جمعیتی بالاتر از ده‌هزار نفر دارند. ۶۸ درصد از مردم لتونی در محیط‌های شهری زندگی می‌کنند و ۳۲ درصد روستانشین‌اند.
جمعیت بزرگ‌ترین شهرهای لتونی:
- ریگا - ۷۰۲٫۸۹۱[۱۲]
- دوگوپیلس - ۱۰۳٫۹۲۲ (نام تاریخی: Dünaburg)
- لیه‌پایا - ۸۴٫۰۷۴ (نام آلمانی: لیباو Libau)
- یلگاوا - ۶۴٫۸۹۸ (نام آلمانی: میتاو Mitau)
- یورمالا - ۵۵٫۸۵۸
- رزکنه - ۳۵٫۰۷۴
- ونتس‌پیلس - ۴۲٫۷۳۴ (نام المانی: وینداو Windau)

## آب‌وهوا
لتونی آب‌وهوایی معتدل، بَرّی و نیمه‌مرطوب دارد. لتونی کشوری چهارفصل است. تابستان‌ها در این کشور گرم، زمستان‌ها سرد و یخبندان، و شمار روزهای مرطوب و بارانی نیز نسبتاً زیاد است.
زمستان‌های سخت و برفی با دماهای منفی ۳۰ درجه به‌طور مکرر پیش می‌آید. هوای بهار و پاییز ملایم و معتدل است.
| میانگین دما در لتونی در سال ۲۰۱۱‎‏ |        |       |      |       |       |       |       |       |         |       |        |        |
| ماه                              | ژانویه | فوریه | مارس | آوریل | مه    | ژوئن  | ژوئیه | اوت   | سپتامبر | اکتبر | نوامبر | دسامبر |
| دما به سانتی‌گراد                 | -۳٫۰   | -۸٫۹  | -۰٫۵ | +۶٫۸  | +۱۱٫۲ | +۱۷٫۳ | +۱۹٫۸ | +۱۶٫۸ | +۱۳٫۴   | +۷٫۸  | +۴٫۴   | +۲٫۱   |

## اقتصاد
فراورده‌های صادراتی این کشور شامل چوب و محصولات چوبی، ماشین‌آلات و تجهیزات، فلزات، منسوجات و مواد غذایی است که به کشورهای لیتوانی، استونی، روسیه، آلمان، بریتانیا، سوئد، و دانمارک صادر می‌شود.
واردات این کشور شامل ماشین‌آلات و تجهیزات، مواد شیمیایی، سوخت و وسایل نقلیه است که از کشورهای آلمان، لیتوانی، روسیه، استونی، لهستان، فنلاند، سوئد، و بلاروس وارد می‌شود.
لتونی که از سال ۲۰۰۴ در اتحادیه اروپا عضویت دارد و در نظر دارد از سال ۲۰۱۴ یورو را رواج دهد، جزو بیست و پنج کشور از بیست و هفت کشور عضو اتحادیه اروپاست که سی و یک ژانویه ۲۰۱۲ در بروکسل با پیوستن به پیمان مالی بین‌الدولی اروپا با این معاهده انضباط مالی موافقت کردند. هدف از این پیمان، تقویت هماهنگی سیاست‌های اقتصادی و بهبود اداره هفده عضو منطقه یورو است. شماری از کشورهایی که از یورو استفاده نمی‌کنند نیز در این معاهده مالی شرکت می‌کنند. لتونی اقدامات مندرج در این معاهده مالی را در چارچوب تلاش برای رهایی از شدیدترین رکود سال‌های ۲۰۰۸ و ۲۰۰۹ و بر اساس برنامه کمک مالی اتحادیه اروپا و صندوق بین‌المللی پول به ارزش هفت و نیم میلیارد یورو انجام داده است.

## مردم
در سال‌های اخیر با موجی از مهاجرت شهروندان خود به بریتانیا و آلمان مواجه بوده که برای کار و زندگی بهتر کشور خود را ترک کرده‌اند.
| ادیان در لتونی (۲۰۱۱) | ادیان در لتونی (۲۰۱۱) | ادیان در لتونی (۲۰۱۱) | ادیان در لتونی (۲۰۱۱) | ادیان در لتونی (۲۰۱۱) |
| --------------------- | --------------------- | --------------------- | --------------------- | --------------------- |
|                       |                       |                       |                       |                       |
| لوتریانیسم            | لوتریانیسم            |                       | ۳۴٫۲٪                 | ۳۴٫۲٪                 |
| کلیسای کاتولیک        | کلیسای کاتولیک        |                       | ۲۴٫۱٪                 | ۲۴٫۱٪                 |
| کلیسای ارتدکس شرقی    | کلیسای ارتدکس شرقی    |                       | ۱۷٫۸٪                 | ۱۷٫۸٪                 |
| مؤمنان قدیم           | مؤمنان قدیم           |                       | ۱٫۶٪                  | ۱٫۶٪                  |
| غیره مسیحیت           | غیره مسیحیت           |                       | ۱٫۲٪                  | ۱٫۲٪                  |
| متفرقه یا بی‌دین       | متفرقه یا بی‌دین       |                       | ۲۱٫۱٪                 | ۲۱٫۱٪                 |

## فرهنگ
پیشینه فولکلور لتونیایی به‌ویژه رقص و آوازهای محلی به بیش از هزار سال پیش می‌رسدو بیش از ۱٫۲ میلیون متن و ۳۰ هزار تصنیف از آوازهای محلی شناسایی شده است.
اجرای نمایش‌های تئاتر و موسیقی کر و موسیقی کلاسیک از هنرهای محبوب در این کشور هستند.
نخود فرنگی خاکستری و ژامبون عناصر اصلی در غذاهای لتونیایی هستند. سوپ ترشک نیز توسط لتونیایی خورده می‌شود. نان تیره‌رنگی به نام روپیه‌مایزه که از چاودار درست می‌شود نان ملی لتونی به‌شمار می‌آید.